# حسن آباد تشاهدغان (مقاطعة فهرج)
حسن‌آباد تشاهدغان (بالفارسية: حسن‌آباد چاهدگان) هي قرية تقع في ناحية نغين كوير في إيران. يقدر عدد سكانها بـ 372 نسمة .